# ريع البكر
ريع البكر قرية سعودية، تتبع محافظة الغزالة في منطقة حائل، وتبعد عن مدينة حائل 120 كلم جهة الجنوب.